# Carillonneur huppé
Oreoica gutturalis, Oreoica
Genre
Espèce
Statut de conservation UICN

 LC  : Préoccupation mineure
Le Carillonneur huppé (Oreoica gutturalis), unique représentant du genre Oreoica, est une espèce de passereaux de la famille Oreoicidae.

## Répartition
Il est endémique de l'Australie.

## Taxinomie
Les travaux de Jønsson et al. (2008), Dumbacher et al. (2008), Norman et al. (2009) et Jønsson et al. (2010) montrent que le Carillonneur huppé n'appartient pas à la famille des Pachycephalidae dans laquelle il était placé jusque-là. Ces travaux montrent qu'il est un proche parent du Pitohui huppé (Ornorectes cristatus) et du Siffleur à nuque rousse (Aleadryas rufinucha).
L'étude phylogénique de Schodde & Christidis (2014) vient confirmer les études précédentes, et le Congrès ornithologique international (classification 4.3, 2014) déplace cette espèce dans la nouvelle famille des Oreoicidae,.

### Sous-espèces
D'après la classification de référence (version 5.2, 2015) du Congrès ornithologique international, cette espèce est constituée des sous-espèces suivantes (ordre phylogénique) :
- Oreoica gutturalis pallescens Mathews, 1912.
- Oreoica gutturalis gutturalis (Vigors & Horsfield, 1827) ;